# Norman Lockyer
Joseph Norman Lockyer, född 17 maj 1836 Rugby, Warwickshire, död 16 augusti 1920 i Salcombe Regis, Devon, var en brittisk astronom. Han var far till William James Stewart Lockyer.
Lockyer inträdde 1857 som tjänsteman i brittiska krigsdepartementet, men ägnade sig på lediga stunder åt astronomiska undersökningar i det observatorium som han 1862 lät uppföra i Wimbledon. År 1870 blev han sekreterare i Royal Commission of Science och övergick sedan till Science and art department med uppgift att ägna sig åt astrofysiska undersökningar. År 1873 flyttades Lockyers observatorium till South Kensington, och härur utvecklade sig det 1879 grundade Solar physics observatory, vars ledare Lockyer var till 1913, då detta observatorium överflyttades till Cambridge. Lockyer grundade då ett observatorium i Salcombe Regis nära Sidmouth, senare benämnt Norman Lockyerobservatoriet, där han var verksam fram till sin död. År 1882 blev Lockyer professor vid Royal College of Science. Lockyer var en av de främsta pionjärerna inom den astronomiska spektroskopin, och hans undersökningar över solens och stjärnornas spektra var banbrytande. 1866 påvisade han teoretiskt möjligheten att när som helst observera solprotuberansernas spektra, 1868 visade han metodens praktiska utförbarhet, samtidigt som fransmannen Pierre Jules César Janssen gjorde samma upptäckt. Lockyer fann, att protuberanserna var utlöpare från en solen omgivande atmosfär av glödande gaser, som han gav namnet kromosfären. I kromosfärens spektrum upptäckt han en gul linje, som inte kunde identifieras som tillhörande något känt grundämne utan måste härröra från ett okänt sådant, som Lockyer gav namnet helium. Detta ämnes förekomst på jorden påvisades först 1895 av William Ramsay. Lockyers omfattande undersökningar över stjärnornas spektra ledde honom att uppställa en ny teori för stjärnornas utveckling, enligt vilken stjärnorna bildades ur vidsträckta meteormoln. Genom sammanstötningar mellan meteorerna stiger temperaturen, och de fasta partiklarna förgasas så småningom. Det bildade gasklotet sammandrar sig, först under stigande temperatur, tills ett visst maximum nåtts, varefter temperaturen åter avtar. Hans teorier fick föga beaktande i samtiden, men kom senare att påminna en hel om de teorier som senare kom att läggas fram om bildandet av solar. Bland hans teoretiska arbeten märks Meteoritic hypothesis (1890) och Inorganic evolution (1900). Lockyer var även intresserad av astronomins historia och har bland annat behandlat de gamla egyptiska templens orientering samt betydelsen av Stonehenge i The dawn of astronomy (1894). Han grundade 1869 den brittiska tidskriften Nature och var under 50 år dess redaktör. Lockyer blev Fellow of the Royal Society 1869. Han tilldelades Rumfordmedaljen 1874 och Janssenmedaljen 1889.